# Договір про німецько-польський кордон
Договір про німецько-польський кордон 1990 року  остаточно врегулював питання польсько-німецького кордону, яке з точки зору міжнародного права залишалося невирішеним з 1945 року. Він був підписаний міністрами закордонних справ Польщі та Німеччини Кшиштофом Скубішевським і Гансом-Дітріхом Геншером 14 листопада 1990 року у Варшаві, ратифікований польським Sejm .</link> 26 листопада 1991 року та німецький Bundestag</link> 16 грудня 1991 року та набув чинності після обміну ратифікаційними грамотами 16 січня 1992 року.

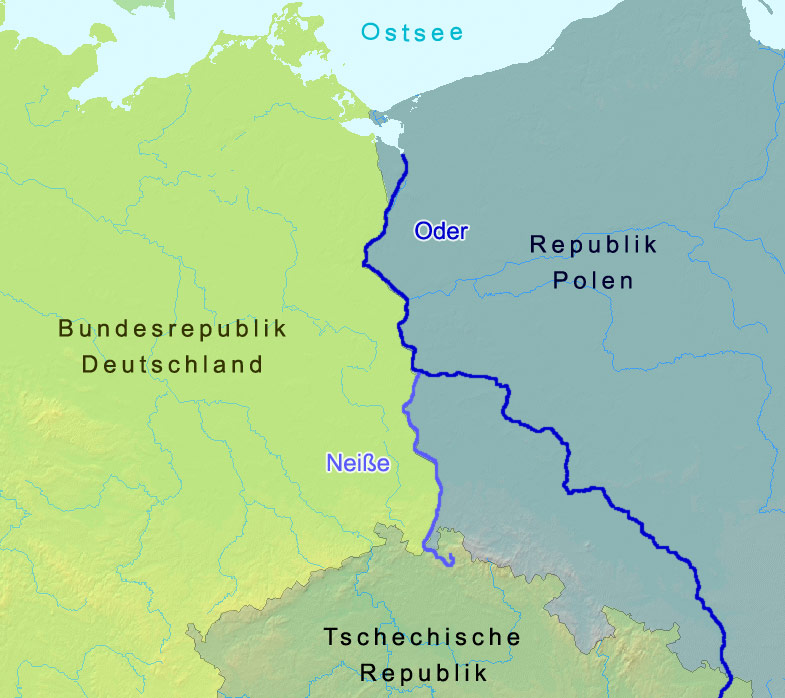
Лінія Одер-Нейсе між Німеччиною та Польщею

У Потсдамській угоді 1945 року союзники у Другій світовій війні визначили лінію Одер–Нейсе як лінію розмежування між радянською окупаційною зоною в Німеччині та Польщею, до остаточного визначення західного кордону Польщі в подальшому мирному врегулюванні. Це передало великі регіони Польщі, деякі з яких були під контролем Німеччини протягом століть, зменшивши Німеччину до приблизно трьох чвертей території станом на 1937 рік. Згожелецький договір 1950 року між Східною Німеччиною та Народною Республікою Польща підтвердив цей кордон як остаточний. Західна Німеччина, яка вважала себе єдиним правонаступником Німецького Рейху і не визнавала Східну Німеччину, наполягала на тому, що остаточне врегулювання на польсько-німецькому кордоні може бути прийняте лише майбутньою возз’єднаною Німеччиною. Хоча Західна Німеччина з практичної точки зору прийняла кордон Одер-Нейсе у Варшавському договорі (1970), її юридичне застереження про те, що лише майбутній мирний договір формально врегулює це питання, залишалося в силі. 
Коли возз’єднання Німеччини нарешті стало доступним у 1990 році, союзники у Другій світовій війні поставили повний суверенітет Німеччини в залежність від остаточного визнання кордону на Одері та Нейсе, як зазначено в статті 1.2 Договору про остаточне врегулювання по відношенню до Німеччини .  Підписання договору між Німеччиною та Польщею про визнання лінії Одер–Нейсе кордоном згідно з міжнародним правом також було однією з умов Договору про об’єднання між Західною та Східною Німеччиною, який було підписано та набуло чинності 3 жовтня 1990 року. Польща також хотіла, щоб цей договір поклав край двозначності, яка оточувала питання кордону з 1945 року. </link>

## Договір
За умовами договору договірні сторони
- підтвердив кордон відповідно до Згожелецького договору 1950 року з подальшими нормативними актами та Варшавським договором 1970 року;
- оголосили кордон між ними непорушним тепер і в майбутньому і взаємно зобов’язалися поважати їхній суверенітет і територіальну цілісність;
- заявили, що не мають територіальних претензій один до одного і не висуватимуть таких претензій у майбутньому.

Угода була доповнена Договором про добросусідство та дружнє співробітництво, підписаним між Польщею та Німеччиною 17 червня 1991 року.
У ході ратифікації в Бундестазі договір було ухвалено при 13 голосів «проти» депутатів фракції ХДС/ХСС. серед яких були Еріка Штайнбах і Петер Рамзауер. У 2006 році міністр закордонних справ Польщі Анна Фотига, відповідаючи на компенсаційні претензії корпорації « Прусський траст », заявила, що угода недостатня і, можливо, доведеться переглянути її. 